# Tonica argessa
Tonica argessa är en fjärilsart som beskrevs av Diakonoff 1967. Tonica argessa ingår i släktet Tonica och familjen plattmalar. Inga underarter finns listade i Catalogue of Life.